# Poczwarówka zwężona
Poczwarówka zwężona (Vertigo angustior) – gatunek lądowego ślimaka trzonkoocznego z rodziny poczwarówkowatych (Vertiginidae). Jest jednym z najmniejszych lądowych ślimaków w Europie.

## Budowa

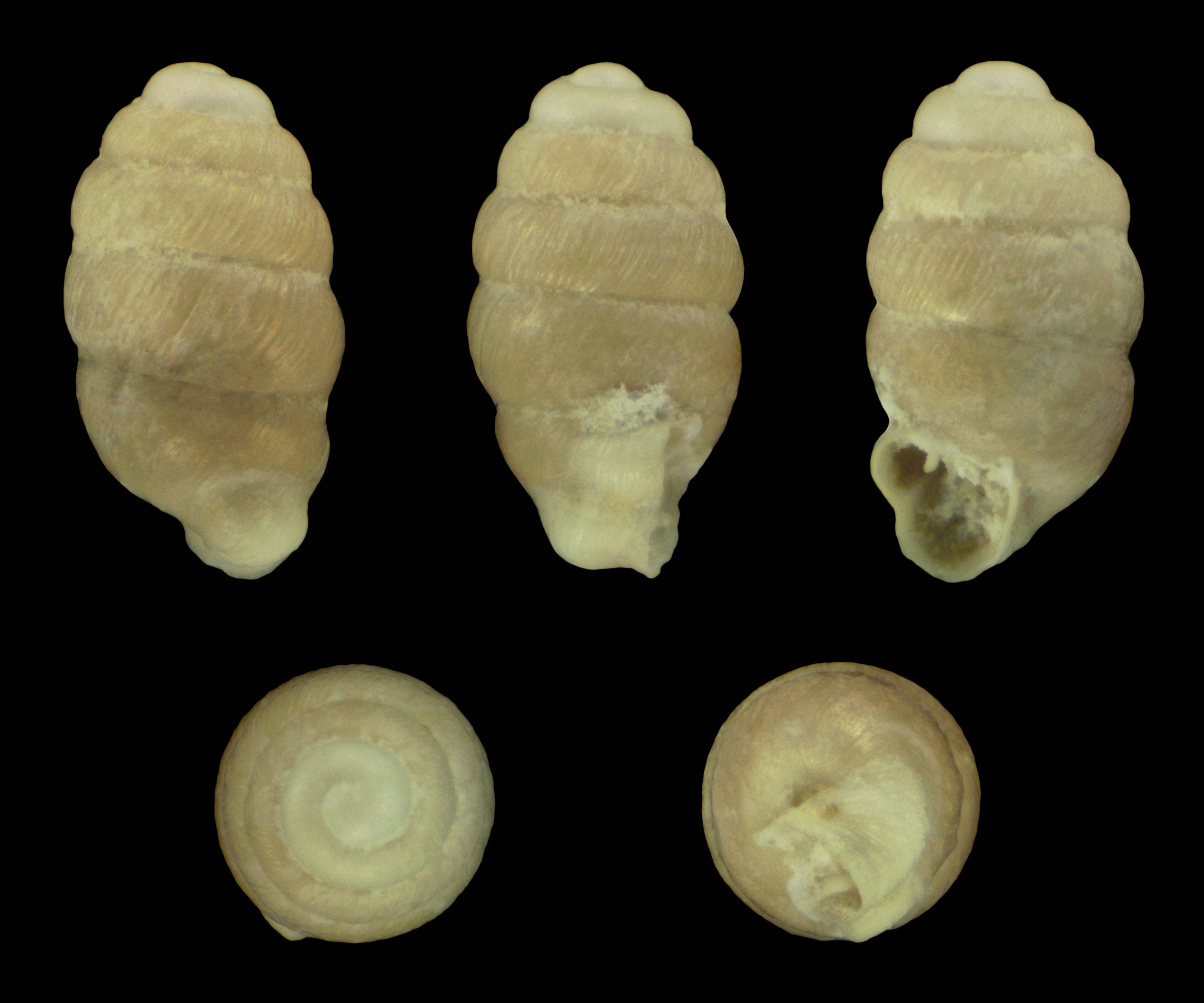
Skamieniałość, plejstocen

Muszla jest lewoskrętna, zbudowana z 5 skrętów, osiąga wysokość 1,9 mm i szerokość 1 mm. W kształcie wrzecionowata, z zaostrzonym szczytem i zwężonym u podstawy ostatnim skrętem. Otwór muszli w kształcie serca z czterema zębami. Powierzchnia muszli z rzeźbą w postaci wyraźnych, regularnych prążków. Muszla o delikatnym, jedwabistym połysku; barwa od rogowożółtej do brązowej.

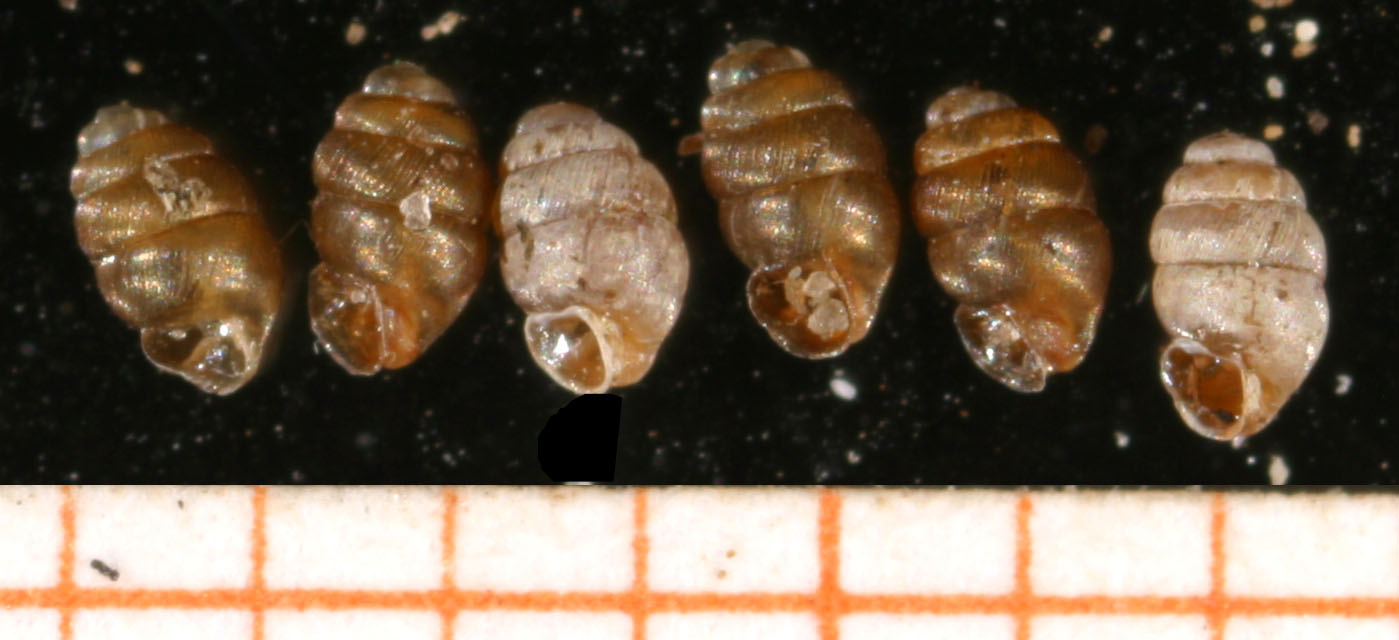
Muszle poczwarówki zwężonej, skala w milimetrach

## Biologia i ekologia
Dojrzałe osobniki posiadają męskie i żeńskie gonady. Przystępują do rozrodu na wiosnę, z zapłodnionych jaj młode wykluwają się po około dwóch tygodniach, dojrzewają przez kilka kolejnych tygodni. Poczwarówki zimują hibernując wśród szczątków roślinnych. W niektórych zimujących populacjach dominują osobniki dorosłe, w innych występują wszystkie stadia rozwojowe, co sugeruje dużą plastyczność cyklu rozwojowego. Gatunek ten żywi się prawdopodobnie glonami, grzybami i bakteriami rozwijającymi się w ściółce. Poczwarówka zwężona zamieszkuje niewielkimi koloniami tereny podmokłe. Jej preferencje siedliskowe różnią się w zależności od klimatu. W Europie Środkowej preferuje wilgotne łąki, często na pograniczu z trzcinowiskami czy turzycowiskami. Występuje również na obrzeżach bagien i zbiorników wodnych. W Skandynawii czy na Wyspach Brytyjskich, w strefie wybrzeży morskich, zasiedla wilgotne zagłębienia terenu z niską roślinnością na ciepłych i suchych siedliskach wydmowych.

## Występowanie
Gatunek o szerokim rozmieszczeniu europejskim. Od Portugalii na zachodzie do Uralu na wschodzie, na południu od krajów śródziemnomorskich i północnego Iranu do krajów skandynawskich na północy, gdzie nie przekracza jednak 60° szerokości geograficznej północnej. W Polsce dość rozpowszechniony na niżu, jednak jego stanowiska są rzadkie i rozproszone.

## Zagrożenia i ochrona
W Polsce jest rzadkim gatunkiem, zasiedlającym rozproszone stanowiska, których liczba maleje. Polskie czerwona księga zwierząt uznaje ją za za gatunek zagrożony wyginięciem. Do głównych zagrożeń należą osuszanie siedlisk, eutrofizacja terenów podmokłych i zmiana sposobu użytkowania gruntów (porzucenie i zarastanie pastwisk).
Międzynarodowa Unia Ochrony Przyrody w swojej Czerwonej księdze gatunków zagrożonych umieszcza poczwarówkę zwężoną ze statusem NT – bliski zagrożenia. Gatunek wymieniony jest również w załączniku II dyrektywy siedliskowej. W Polsce objęta jest ścisłą ochroną gatunkową.